# Grand Prix Júnior de Patinação Artística no Gelo na Austrália
O Grand Prix Júnior de Patinação Artística no Gelo na Austrália é uma competição internacional de patinação artística no gelo de nível júnior. A competição é organizada pela União Internacional de Patinação (ISU), e disputada no outono, em alguns anos, como parte do Grand Prix Júnior de Patinação Artística no Gelo.

## Edições
| Ano        | Edição               | Cidade sede          | Júnior               | Júnior               | Júnior               | Júnior               | Ref                  |
| Ano        | Edição               | Cidade sede          | M                    | F                    | P                    | D                    | Ref                  |
| ---------- | -------------------- | -------------------- | -------------------- | -------------------- | -------------------- | -------------------- | -------------------- |
| 2011       | 1.ª                  | Brisbane             | •                    | •                    | –                    | •                    | [ 1 ]                |
| 2012– 2016 | Não houve competição | Não houve competição | Não houve competição | Não houve competição | Não houve competição | Não houve competição | Não houve competição |
| 2017       | 2.ª                  | Brisbane             | •                    | •                    | –                    | •                    | [ 2 ]                |

Legenda
- –  Evento não disputado neste ano

## Lista de medalhistas

### Individual masculino
| Evento                   | Ouro                               | Prata                  | Bronze               |
| Brisbane 2011 (detalhes) | Jason Brown · Estados Unidos       | Keiji Tanaka · Japão   | Liam Firus · Canadá  |
| Brisbane 2017 (detalhes) | Alexei Krasnozhon · Estados Unidos | Roman Savosin · Rússia | Egor Rukhin · Rússia |

### Individual feminino
| Evento                   | Ouro                            | Prata                        | Bronze                       |
| Brisbane 2011 (detalhes) | Courtney Hicks · Estados Unidos | Risa Shoji · Japão           | Vanessa Lam · Estados Unidos |
| Brisbane 2017 (detalhes) | Alexandra Trusova · Rússia      | Anastasia Gulyakova · Rússia | Riko Takino · Japão          |

### Dança no gelo
| Evento                   | Ouro                                          | Prata                                           | Bronze                                             |
| Brisbane 2011 (detalhes) | Nicole Orford · Thomas Williams · Canadá      | Lauri Bonacorsi · Travis Mager · Estados Unidos | Valeria Zenkova · Valerie Sinitsin · Rússia        |
| Brisbane 2017 (detalhes) | Sofia Polishchuk · Alexander Vakhnov · Rússia | Marjorie Lajoie · Zachary Lagha · Canadá        | Elizaveta Khudaiberdieva · Nikita Nazarov · Rússia |